# Bitka kod Beneventa
Bitka kod Beneventa odigrala se 275. pr. Kr. pokraj grada Malaventa (koji će se poslije preimenovati u Benevento) između Rimljana predvođenih Kurijem Dentatom i epirskog kralja Pira i njegovih saveznika i bila je posljednja bitka Rimsko-epirskog rata. U taktičkom smislu i stanju nije imala pobjednika, ali kako je Pir pristao na rimske mirovne ugovore i povukao se iz Italije, smatra se bitkom u kojoj su Rimljani tijesno odnijeli pobjedu.

## Uvod u bitku
Nakon što je Pir došao u Italiju 280. pr. Kr. kako bi pomogao gradu Tarantu i pokrajini Velikoj Grčkoj u borbi protiv Rimljana došlo je do kraja sukoba. Nakon bitaka kod Herakleje i Askula gdje je izgubio mnogo vojnika, a nije imao nikakvih ishoda, Pir je bio primoran voditi rat na Siciliji gdje je porazio Kartažane u više bitaka, ali opet bez nekog ishoda. Nevoljkost grčkih kolonija da se stave pod njegovu vlast ga je, pak, ponovno vratila u Južnu Italiju, gdje su Rimljani u međuvremenu konsolidirali svoje redove te obnovili vojsku koja se suprotstavila Piru u Kampaniji.

## Tijek bitke
Bitka se odigrala kod mjesta Malaventa što na latinskom znači loš događaj ili loš vjetar. Tamo su Rimljani, znajući da Pir ima brojčano jače snage, čiju su većinu ljudstva činili italski saveznici, sagradili utvrđeni logor. Pir je odlučio zauzeti logor iznenadnim noćnim napadom. Njegove trupe su se, međutim, kretale presporo, te omogućile Rimljanima da ih pravovremeno zapaze te pripreme obranu. Napad je odbijen uz teške gubitke, pri čemu je Pir izgubio polovicu svojih bojnih slonova. Kad je osvanulo jutro Rimljani su jurnuli u napad, ali ih je tamo dočekala Pirova falanga te uz pomoć preostalih slonova izvela protunapad i otjerala Rimljane u logor. Rimljani su se ponovno pregrupirali i napali slonove koji su, razdraženi, razbili makedonsku falangu. Pir se nakon toga povukao s bojišta.

## Posljedice bitke
Pir, koji se prije pet godina iskrcao na talijansku obalu kako bi primorao Rimljane na uzmak od Taranta i pokrajine Velike Grčke, taktički nije izgubio ni u jednoj bitki. ipak, bio je primoran pristati na rimske uvjete, povući se iz Italije, te ostaviti saveznički Tarant "na cjedilu". Na to ga je prisilila situacija, jer je izgubio dvije trećine svoje vojske, većinu slonova, a kraljevstvo mu je napadao makedonski kralj Antigon II. Gonata. Kako se sami nisu mogli braniti, grad Tarant i njegovi saveznici tri godine kasnije pali su pod vlast Rima. Tim je zauzimanjem Rimska Republika postala nadolazeća svjetska sila.
Ponukani dobrom situacijom za njih, Rimljani su mjesto iz Malaventa preimenovali u Benevento, što na latinskom znači dobar događaj. 